# 威靈頓廣場 (牛津)

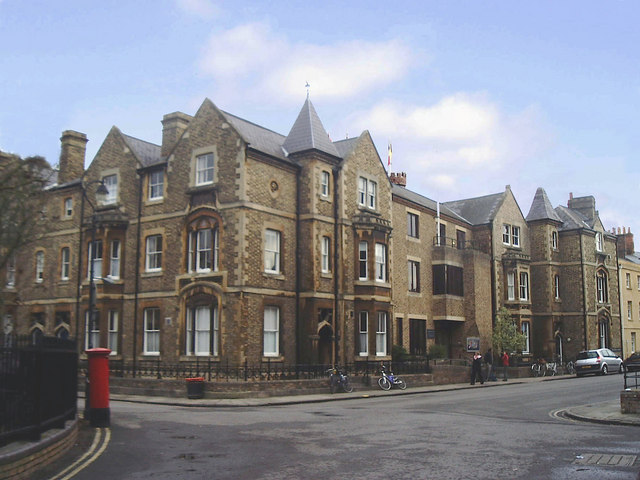
威靈頓廣場南部與聖約翰街交接處的Rewley House

威靈頓廣場（英語：Wellington Square）是英格蘭牛津的一座花園廣場，南與聖約翰街相交。廣場中央是“威靈頓廣場花園”，土地持有者是牛津大學。
這條街的名字通常是轉喻牛津大學管理中心，後者1975年從克拉倫登樓搬到此地，同時建起的還有一棟研究生宿舍。
牛津大學繼續教育學院也坐落於這座廣場的Rewley House中，這座建築由牛津建築師愛德華·喬治·布魯頓設計於1872年。這裡是牛津大學凱洛格學院最初建立地點，第47號建築屬於牛津大學中世紀和現代語言系。
牛津大學廣播協會在威靈頓官場廣播牛津廣播。